# FesTVal

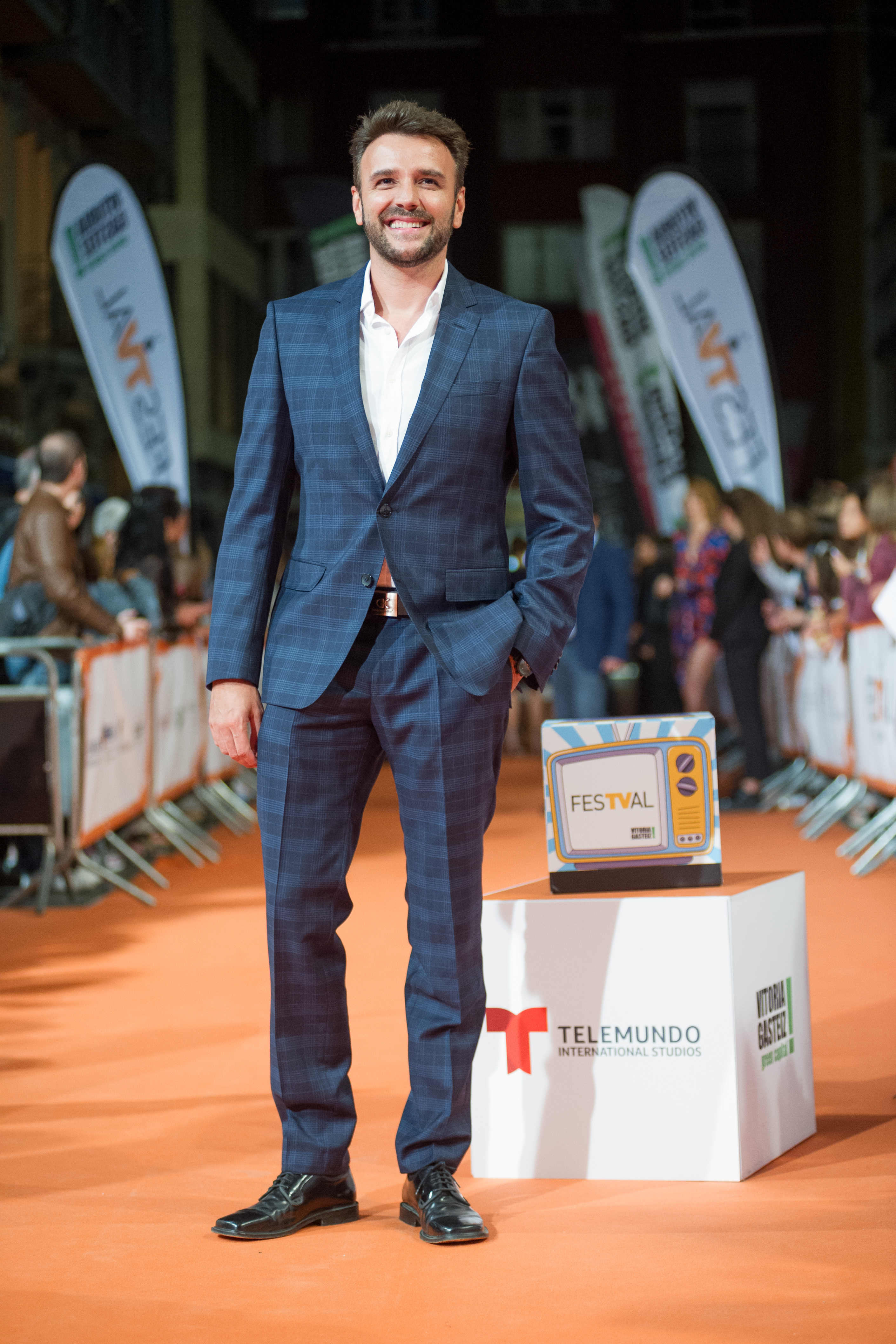
Jordi Planas en el FesTVal

El FesTVal es el Festival Nacional de Televisión de España. Es el primer festival que se dedica exclusivamente a la televisión en todos sus formatos: programas, concursos, magazines, series, entre otro formatos. Tiene su sede en la ciudad española de Vitoria y en su edición de primavera hasta el momento ha tenido lugar en las ciudades de Murcia, Albacete y Burgos.
El festival está pensado para el gran público, para que el espectador disfrute de la televisión en directo y conozca personalmente a sus protagonistas, y su objetivo es hacer de la primera semana de septiembre una gran fiesta de la televisión y la radio.
Se estrenan las series punteras de la temporada - como La casa de papel que fue estrenada en el III FesTVal de primavera en marzo de 2017 (Burgos)- y los nuevos programas, y hay encuentros culturales con destacados profesionales de los medios, además de emisiones y actuaciones en directo. Se homenajea y se premia a los diferentes programas y profesionales. Y todo ello, con la participación de todas las cadenas generalistas (canales nacionales que emiten en abierto en la TDT de España: Anexo:Canales de televisión en España y canales autonómicos que emiten en abierto en la TDT de España: Anexo:Canales de televisión en España y con los diferentes artistas de interés. EiTB, el ente de radio y televisión vasco, ejerce el papel de anfitriona del evento.

## Homenajes
La organización del FesTVal, en consenso con la familia, decidió poner el nombre de Joan Ramon Mainat a los premios objeto de homenaje profesional de cada edición.
Fallecido en 2004, el periodista Joan Ramon Mainat era director creativo y productor ejecutivo de la empresa Gestmusic Endemol. Hermano del también directivo de Gestmusic Josep Maria Mainat, nació en Mataró (Barcelona) en 1951 y cursó estudios de Filosofía y Letras en la Universidad de Barcelona y de Ciencias de la Información en la Universidad Autónoma de Barcelona. En su currículo profesional figura su paso por periódicos como El Noticiero Universal, El Correo Catalán, Mundo Diario, Tele/Expres y Catalunya Express. Fue también director de programas de Radio Nacional de España y de TVE en Cataluña, responsable de programación de Tele-Expo y director creativo de la productora Backstage. En 1996 se incorporó a Gestmusic como Director Creativo de la compañía.Tanto por su excelente trayectoria profesional como por su acertada visión televisiva, su creatividad y arriesgada producción y, por supuesto, por sus bondades personales, que atestiguan todos los que le conocieron, la organización decidió poner su nombre a los premios de homenaje que cada año entrega a destacadas figuras y/o programas del medio. El primer Premio Joan Ramon Mainat se dedicó a su memoria, y se entregó a sus socios de Gestmusic (Josep Maria Mainat y Toni Cruz) en la persona de su gran amigo Javier Sardá.

## Premios
Al no tratarse de un festival al uso, y como el principal objetivo es dar a conocer los productos nuevos o de nueva temporada de las cadenas, la organización ha decidido no llevar a concurso los estrenos de programas Prime Time de las diferentes televisiones. Sin embargo, sí se ha organizado un jurado compuesto por reputados nombres de la crítica y el análisis televisivo que otorga sus premios a los mejores programas y/o profesionales del medio de la cada temporada (de septiembre a junio). Los premios se entregan en el transcurso de la Gala de Clausura, en el Teatro Principal de Vitoria.
Además, desde la edición de 2010 se ha instaurado el premio EiTB, que distingue a las nuevas generaciones audiovisuales que destacan con sus trabajos en Internet.A los ganadores en cada categoría se les avisa de su premio en junio, tras la deliberación final del jurado, para que puedan asistir durante la semana del Festival y recoger su galardón.

## Palmarés
Véase Anexo:Palmarés del FesTVal y Premios Iris (España).